# Podvisoki
Podvisoki era un asentamiento medieval, parte del antiguo Visoko, ubicada monte abajo del castro de Visoko, en Bosnia and Herzegovina. Debido a su ubicación, sirvió como centro comercial del reino de Bosnia durante los años 1404 a 1428. El centro fue abandonado progresivamente en favor de Fojnica. El área caería en manos otomanas en 1462. Visoko era el centro del área territorial otomana, pero eso no significó el florecimiento de Podvisoki. 

## Historia
Podvisoki fue un centro comercial de la Bosnia medieval, ubicado en la confluencia del rio Bosna y Fojnica. Fue el principal centro comercial de Bosnia a mediados del siglo XIV. Parte de los eventos que ocurrieron ahí los conocemos principalmente por fuentes Ragusanas.

#### Banato de Bosnia
La primera mención directa fue en 1363. Estaba ubicado a lo largo del río Fojnica, en las estribaciones de la colina Visočica, Visoko. Podvisoki fue uno de los primeros ejemplos de asentamiento urbano medieval en la región de Bosnia.

#### Reino de Bosnia
En 1377, Tvrtko I de Bosnia cambiaría el gobierno de banato a reino. 
Podvisoki tenía una colonia de comerciantes ragusanos. Permanecieron allí hasta la década de 1430, cuando se trasladaron a Fojnica. 
Hay evidencia que los comerciantes de la Podvisoki también participaron en el comercio de esclavos. Evidencia de esto es un contrato encontrado en el archivo de Ragusa donde, en 1389, un tal Bogovac Vukojević (Bogaueç Vochoeuich Bossinensis de Souisoch) intercambió al niño pequeño Milko, un bosnio (de genere et nactione Bossinensium), por el precio de 4 ducados. Es probable que este comercio haya durado hasta que Ostoja logró prohibir el comercio de esclavos en Ragusa en 1418.
El notable comerciante local de Visoko en el siglo XIV fue Milaš Radomirić. Fallecido en 1397, negociaba con plata, cuero y cera. Llegó a obtener la ciudadanía de Ragusa.
Desde 1404 a 1428 Podvisoki fue destino frecuente de caravanas. A tal nivel que el término Bosnia, a menudo, se identificaba con este centro comercial, ya que era uno de los lugares más importantes en el reino. Así, en las cartas y documentos de Ragusa, a menudo nos encontramos in Bosna in Subvisochi, o in Subvisochi in Bosna.
Las fuentes de Ragusa registran la mayor caravana de la Bosnia medieval, esta se realizó entre Ragusa y Podvisoki en 1428. Los valacos prometieron al señor de Ragusa, Tomo Bunić, entregar 1500 modius de sal con 600 caballos. La entrega estaba destinada a Dobrašin Veseoković, y la mitad de la entrega total de sal se acordó como el precio del transporte a los valacos.
En la década de 1430, los comerciantes de Ragusa se trasladaron a Fojnica. Durante 1433, 370 residentes de Dubrovnik vivían en Visoko. A fines de 1440 ya había sido abandonada.

## Toponimia
Su nombre, Podvisoki significa: área debajo de Visoki. Siendo Visoki la ciudad capital del reino de Bosnia. Debido a su lugar en el comercio de caravanas, surgieron diversos nombres a la ciudad. se lo puede encontrar como sub Vissoch, sub castro Vissochi, Sub Visoch in Bosna, Subvisochi, Sotovisochi, Podvisochi, ad locum seu mercatum Vossochi teritorii regis Bossine, in Sovisochi in Bosna.

## Literatura
- Pavao Anđelić, Srednji vijek – Doba stare bosanske države, „Visoko i okolina kroz historiju I, Visoko 1984.
- Redžić, Husref (2009), Srednjovjekovni gradovi u Bosni i Hercegovini (en bosnio), Sarajevo Publishing, ISBN 978-9958-21-511-7.

- Datos: Q13090113